# Raketni motor
Raketni motor, lahko tudi samo  "Raketa", je tip reaktivnega motorja, ki uporablja shranjeno gorivo in oksidator za potisno silo (reakcijo) - po pravilih 3. Newtonovega zakona. Nekateri motorji uporabljajo samo gorivo (reakcijsko maso) brez oksidatorja. Raketne motorje lahko uporabljamo v vakuumu (vesolju). Uporabljajo se tudi za pogon vojaških raket, raketnih letal, ognjemete in drugo.

## Terminologija
- Kemični raketni motor poganja jih eksotermična kemična reakcija
- Raketni motor na trdo gorivo  uporablja trdo gorivo za pogon
- Raketni motor na tekoče gorivo uporablja gorivo v tekočem agregatnem stanju
- Hibridni raketni motor uporablja trdo gorivo v zgorevalni komori, druga komponenta je lahko kapljevinska ali plinasta
- Termalni raketni motor uporabljajo inertno gorivo,  ki ga segreje drug vir toplote (npr. sončni žarki, jedrski reaktor)
- Enogorivni raketni motor uporablja samo 1 gorivo(npr. hidrazin ali vodikov peroksid), ki ga razgradi katalizator.
- uporabljajo samo eno gorivo (npr. hidrazin ali vodikov peroksid), ki ga razgradi katalizator

## Načelo delovanja
Raketni motorji ustvarjajo potisk z visokohitrostnim izpuhom. Izpuh, ki je skoraj vedno v plinastem agregatnem stanju, nastane pri visokotlačnem (10-200 barov) zgorevanju goriva in oksidanta v zgorevalni komori. Izpuh iz zgorevalne komore gre potem skozi ozko grlo (ang. de Laval nozzle), kjer se toplotna energija spremeni v kinetično (visokohitrostno) energijo izpuha. Ta reakcija ustvarja potisk v nasprotno smer. Za najbolj efektivno delovanje rakete so potrebni karseda visoki tlaki in temperature.
Obstajajo pa tudi kemično inertna goriva (tudi reakcijska masa), ki jo segrejemo z visokoenergetskim izmenjevalnikom in s tem dosežemo visokohitrostne izpuhe. Pri nekaterih motorjih lahko uporabimo elektriko (oziroma druge električne efekte) za pospeševanje reakcijske mase. Pri tem sistemu ne uporabimo zgorevalne komore, ker ne pride do zgorevanja goriva in oksidatorja, zato oznaka - reakcijska masa. Pri večini raket je gorivo vir energije in hkrati tudi reakcijska masa (snov, ki povzroča potisk) pri ionskem potisniku pa je reakcijska masa npr. ksenon, vir energije pa elektrika. 
Raketni motorji na trdo gorivo so mešanica goriva in oksidatorja v obliki majhnih drobcev (ang. grain). Ohišje je prostor za shranjevanje goriva in hkrati tudi zgorevalna komora. Raketnih motorjev na trdo gorivo ni možno ustaviti, ko jih enkrat zaženemo - ustavijo se, ko se porabi vse gorivo. Prav tako se ne da regulirati njihove moči, pasivno se da regulirati njihovo moč s tem, kako jih zgradimo. Rusi ne uporabljajo takih motorjev za rakete s človeško posadko. Američani so uporabili  dva (ang. SRB Solid Rocket Booster) za pogon raketoplana Space Shuttle.
Raketni motorji na tekoče gradivo imajo ločene tanke za gorivo in oksidator. Vsak snov poganja lastna turbočrpalka v zgorevalno komoro, kjer se zmešata in zgorita.
|                       | RL-10                | HM7B          | Vinci    | KVD-1             | CE-7.5            | CE-20         | YF-75                      | YF-75D                     | RD-0146              | ES-702          | ES-1001        | LE-5              | LE-5A                                    | LE-5B                                     |
| --------------------- | -------------------- | ------------- | -------- | ----------------- | ----------------- | ------------- | -------------------------- | -------------------------- | -------------------- | --------------- | -------------- | ----------------- | ---------------------------------------- | ----------------------------------------- |
| Country of origin     | ZDA                  | Francija      | Francija | Sovjetska zveza   | Indija            | Indija        | Ljudska republika Kitajska | Ljudska republika Kitajska | Rusija               | Japonska        | Japonska       | Japonska          | Japonska                                 | Japonska                                  |
| Cycle                 | Expander             | Gas-generator | Expander | Staged combustion | Staged combustion | Gas-generator | Gas-generator              | Expander                   | Expander             | Gas-generator   | Gas-generator  | Gas-generator     | Expander bleed cycle （Nozzle Expander） | Expander bleed cycle （Chamber Expander） |
| Thrust (vac.)         | 66.7 kN (15,000 lbf) | 62.7 kN       | 180 kN   | 69.6 kN           | 73 kN             | 200 kN        | 78.45 kN                   | 88.26 kN                   | 98.1 kN (22,054 lbf) | 68.6kN (7.0 tf) | 98kN (10.0 tf) | 102.9kN (10.5 tf) | r121.5kN (12.4 tf)                       | 137.2kN (14 tf)                           |
| Mixture ratio         |                      |               |          |                   |                   |               | 5.2                        | 6.0                        |                      | 5.2             | 6.0            | 5.5               | 5                                        | 5                                         |
| Nozzle ratio          | 40                   |               |          |                   |                   | 100           | 80                         | 80                         |                      | 40              | 40             | 140               | 130                                      | 110                                       |
| Isp (vac.)            | 433                  | 444.2         | 465      | 462               | 454               | 443           | 438                        | 442                        | 463                  | 425             | 425            | 450               | 452                                      | 447                                       |
| Chamber pressure :MPa | 2.35                 | 3.5           | 6.1      | 5.6               | 5.8               | 6.0           | 3.68                       |                            | 7.74                 | 2.45            | 3.51           | 3.65              | 3.98                                     | 3.58                                      |
| LH2 TP rpm            |                      |               |          |                   |                   |               |                            |                            | 125,000              | 41,000          | 46,310         | 50,000            | 51,000                                   | 52,000                                    |
| LOX TP rpm            |                      |               |          |                   |                   |               |                            |                            |                      | 16,680          | 21,080         | 16,000            | 17,000                                   | 18,000                                    |
| Length m              | 1.73                 | 1.8           | 2.2~4.2  | 2.14              | 2.14              |               | 2.8                        |                            | 2.2                  |                 |                | 2.68              | 2.69                                     | 2.79                                      |
| Dry weight kg         | 135                  | 165           | 280      | 282               | 435               | 558           | 550                        |                            | 242                  | 255.8           | 259.4          | 255               | 248                                      | 285                                       |